# 魔戒及第三紀元
魔戒及第三紀元（ Of the Rings of Power and the Third Age），是《精靈寶鑽》第五部分，也是最後一部分。
這篇是對應史詩式小說《魔戒》的文章，將原本的《魔戒》短短濃縮為一篇雜文，承接《精靈寶鑽》其餘四大部分。

## 內容
就如篇章的名字暗示，文章主題是描述魔戒。
在努曼諾爾滅亡之前，索倫（Sauron）還擁有美善的形體，他藉者外貌、知識和巧言進入精靈的國度，教導並說服精靈打造許多魔法戒指，包括三枚力量強大的統御魔戒（Rings of Power）。但索倫欺騙了他們，他偷偷暗中在魔多為自己打做了一枚戒指，那戒指就是可以統御世上所有魔戒的至尊魔戒。
但是索倫的計劃失敗了，當至尊魔戒一完成，精靈就發現了他的真面目，嚇得立即除下手上的精靈三戒，並秘密送走。氣之戒維雅 Vilya，送至瑞文戴爾（伊姆拉崔）Rivendell（Imladris）的愛隆（Elrond）王，水之戒南雅（Nenya）送至羅斯洛立安（Lothlórien）的凱蘭崔爾Galadriel女王，火之戒納雅（Nerya）送至灰港岸（Grey Havens）的海港之王造船者瑟丹（Círdan），後來瑟丹將火之戒納雅送給甘道夫，精靈三戒被三位精靈王保護免受索倫的影響。索倫然後向當初製造統御魔戒的精靈王國挑起了戰爭，他奪取了除精靈三戒之外的所有統御魔戒，殺害了精靈三戒的製造者凱勒布理鵬（Celebrimbor）和將他們的精靈王國伊瑞詹（和林）Eregion（Hollin）消滅，精靈向努曼諾爾帝國求助，後皇帝派兵對抗索倫並將他驅逐。在戰爭以後，索倫將七枚統御魔戒交給七名矮人王和將九枚統御魔戒交給九名人類王侯。上百年過去，努曼諾爾人決定攻打索倫展示他們的威力。此故事描述於努曼諾爾淪亡史，索倫被帶回努曼諾爾作為人質，很快地腐化整體努曼諾爾人，最後努曼諾爾帝國落得陸沉的下場。
唯一少量倖存者由伊蘭迪爾和他的二個兒子埃西鐸及安那瑞安帶領到中土大陸。他們創造了如努曼諾爾帝國樣式的王國：伊蘭迪爾統治了中土大陸北部亞爾諾王國，埃西鐸及安那瑞安則一起統治中土大陸南部的剛鐸王國。雖然索倫失去了美善的形體，但他靈魂返回魔多並戴上新的邪惡身體。
伊蘭迪爾和他的兒子在索倫重新於魔多出現之際與諾多族最高君王吉爾加拉德（Gil-galad）聯盟，史稱精靈及人類最後同盟（The Last Alliance of Elves and Men），一同圍攻魔多。最後同盟打破了索倫的堡壘巴拉多（Barad-dûr）。吉爾加拉德挑戰索倫並決鬥，但他最後都殞落了。然後伊蘭迪爾與他戰鬥，最後也力戰而亡，但是，索倫也失敗了。埃西鐸，伊蘭迪爾的兒子逼近索倫並切除他戴戒指的手指。愛隆和瑟丹設法說服埃西鐸登上末日火山（Mount Doom）毀壞至尊魔戒，不過他拒絕並宣稱至尊魔戒是他的。用以紀念戰爭和死去的父親和弟弟之賠償（安那瑞安被殺害在巴拉多圍困期間）。索倫的滅亡開啟了中土大陸第三紀元的序幕。
埃西鐸很快被埋伏的半獸人殺死了。和背叛了他的至尊魔戒丟失了在安都因河（Anduin）。皇家血液的承繼人繼續帶領亞爾諾和剛鐸足足千年，兩個王國享用自由和繁榮。之後，亞爾諾受到來自東北安格馬（Angmar）巫王的攻擊。越來越多人民從北部出逃，雖然安格馬巫王在第三紀元第三個千年的初期被擊敗了。但亞爾諾卻由於皇室內鬥更早滅亡。它的人民驅散了，皇族名望和數量上減少了；但是他們依然保留了努曼諾爾皇族血統。他們成為了北方遊俠，保護北部的道路免受東方魔多威脅。
至於剛鐸，經過三千年的繁榮，到了第三個千年初期，這開始改變。剛鐸被半獸人和東方人從附近的魔多襲擊。
第三紀元早期，五位巫師來到中土大陸：白袍薩魯曼、褐袍瑞達加斯特、灰袍甘道夫和二位藍袍巫師。他們來自西方阿門洲的使者，代表維拉幫助他們獲得自由和解放。許多世紀以來他們默默工作，並且他們除觀察之外也忠告人民。但是黑暗力量甦醒，他們決定採取行動對抗似乎居住在幽暗密林（Mirkwood）中間的黑暗力量。在攻擊期間，力量出逃至魔多。這是索倫，早先被認為消滅了。並且在同年，至尊魔戒在夏爾（Shire）被發現。
索倫再在中土大陸挑起戰爭，但哈比人佛罗多·巴金斯登上了末日火山並摧毀壞了戒指，索倫就此滅亡。
|                                | 那艘船极其洁白，是耗费多年兴建而成的，之後又等了许多年，直到瑟丹所说的结局来到。当这一切事都完成，埃西铎的继承人重掌人类的王权，西边的统治权交到他手中後，情况显示三戒的力量也同样消逝了，对首生的精灵而言，世界变得灰暗与衰老。那时，最後一批诺多精灵从港口扬帆出海，永远离开了中土大陆。最最後，三戒的持有者骑赴海港，爱隆大人从瑟丹手中接过早已预备好的船，在秋日的微光中驶离了米斯龙德，直到它把弧形世界的海洋远远抛在下方，不再受到圆顶穹苍的风所干扰，乘著高空的气流翱翔於世界上方的云雾中，来到了远古时的极西之地，而艾尔达精灵的故事与歌谣也在此落幕。 |
| ——────魔戒及第三纪元，精灵宝钻 | |

由于至尊魔戒的毁灭，相应的精灵三戒也不再可以有效地保持精灵的寿命与形态。第三纪元3021年9月29日，6520岁的爱隆王和他所带领的最后一批精灵也离开了瑞文戴尔沿笔直航道航向维林诺。精靈的時代結束了，人类纪元开始。